# Guido Campodonico
Guido Campodonico (Chiavari, 27 giugno 1934 – Chiavari, 16 ottobre 2023) è stato un architetto e urbanista italiano.

## Biografia
Si laureò in architettura al Politecnico di Milano con Ernesto Nathan Rogers nel 1960. Iniziò l’attività professionale subito dopo la laurea, con la realizzazione di molti progetti che hanno dato luogo a diverse opere architettoniche, soprattutto negli anni '60 e '70, oltre a pianificazioni urbanistiche, tra cui si ricordano i PRG di Levanto (1972), Taggia (1975), Moneglia (1976).
Nel 1966 vinse il Premio Nazionale INARCH per l’insediamento residenziale a Genova Sestri Ponente.
Dal 1970 al 1972 fu Presidente dell'Ordine degli Architetti della Liguria.
Fu docente presso la Facoltà di Architettura dell’Università di Genova, 1979 al 1984 insegnò "Composizione architettonica" e, dal 1984 al 2004, in qualità di professore associato, fu titolare della cattedra di "Progettazione architettonica" a Genova,  contribuendo, con la lunga carriera accademica, a formare molti architetti liguri.
Come pubblicista ebbe occasione, in diversi scritti, di esprimere le sue idee sull’architettura e sullo sviluppo urbano.

## Principali opere
- 1963-64 - Insediamento residenziale a Genova Sestri Ponente, località Boschetto (con Stefano Craviotto e Luciano Panero)
- 1963-64 - Insediamento residenziale in via antica Romana Occidentale a Sestri Levante  (con Luciano Panero)
- 1967      - Alloggi a schiera in Via Romana a Chiavari. Uno degli appartamenti fu la casa dell’architetto
- 1967-70 - Chiesa Parrocchiale di San Paolo di Pila a Sestri Levante
- 1968-69 - Edificio Alberghiero in Viale Mazzini (oggi residenza) a Sestri Levante
- 1972-74 - Chiesa Parrocchiale di Santa Maria Madre della Chiesa a Lavagna (con Giuliano Santi e Victor Simonetti )
- 1978-79 - Residenze IACP in via per Santa Giulia a Lavagna (con Luciano Panero)